# Rogolewo (obwód pskowski)
Rogolewo (ros. Роголево) – wieś (ros. деревня, trb. dieriewnia) w zachodniej Rosji, w wołoście Luszczikskaja (osiedle wiejskie) rejonu bieżanickiego w obwodzie pskowskim.

## Geografia
Miejscowość położona jest nad rzeką Aszewka, 7 km od centrum administracyjnego osiedla wiejskiego (Luszczik), 11,5 km od centrum administracyjnego rejonu (Bieżanice), 125 km od stolicy obwodu (Psków).

## Demografia
W 2010 r. miejscowość zamieszkiwało 9 osób.